# Verenigde Surinaamse Holdingmij
NV Verenigde Surinaamse Holdingmij (VSH) is een Surinaams bedrijf. Het staat genoteerd aan de Suriname Stock Exchange en is actief in diverse branches waaronder scheepvaart, transport, handel, verzekeringen, bankwezen, onroerend goed en productie van onder meer zeeppoeder en margarine.

## Geschiedenis
In 1958 werd een handelsonderneming gevestigd die de voorloper was van VSH. De oprichters waren Jim Healy en Leo Tjin a Djie. In 1959 werd Toeti Froeti Bar and Grill opgericht en op 15 november 1973 volgde de vestiging van het hoofdkantoor aan het Van 't Hogerhuysstraat in Paramaribo. In 1982 werd begonnen met de fabricage van staal en in 1990 werd de intrede gemaakt in de verzekerings- en hotelbranche met de aankoop van aandelen in De Nationale en Hotel Torarica. In 1998 werd het aandeel in Consolidated Industries Corporation vergroot naar 42 procent en in 2000 werd de Margarine- en Vettenfabriek overgenomen en hernoemd naar VSH Foods. In 2015 vestigde VSH zich in Guyana en in 2017 in Nederland.
In Guyana zijn vestigingen in de scheepvaart, staal en handel. In Nederland werd een aandeel van 51 procent gekocht in de niet-scheepsgebonden vrachtvervoerder (NVOCC) IFC Holdings in Moerdijk. Daarnaast is in Nederland geïnvesteerd in vastgoed. Verder is er nog een kantoor in Miami in de Verenigde Staten. Het bedrijf heeft twee holdingstructuren: in Suriname en Nederland. Naast de uitbreiding naar andere landen, is de export naar meer landen uitgebreid.
Het bedrijf nam het initiatief voor het VSH Community Fund dat donaties geeft aan goede doelen in de samenleving. In 2008 introduceerde het de VSH-journalistenprijs om goede objectieve journalistieke producties te onderscheiden.

## Bedrijven
- NV VSH Shipping, Paramaribo en Georgetown
- NV VSH Transport, Paramaribo en Georgetown
- NV VSH Trading, Paramaribo en Georgetown
- NV VSH Investment, Paramaribo
- NV VSH Best Maritime Services, Paramaribo
- NV VSH Logistics, Paramaribo
- NV VSH Labour, Paramaribo
- NV VSH Marketing, Paramaribo
- NV VSH Real Estate, Paramaribo
- NV VSH-United, Miami, Verenigde Staten
- NV Consolidated Industries Corporation, Paramaribo (60,4%)

met Carifrico NV (98,9%)
- NV VSH Foods (65,4%), Paramaribo

met NV VSH Energy
- VSH-United BV, Moerdijk, Nederland

met IFC Holding BV
met IFC International Freight (Caribbean) BV en IFC Vastgoed BV
met VSH Tech BV, met NV VSH Tech, Paramaribo
Assuria · Consolidated Industries Corporation · Elgawa · Hakrinbank · Self Reliance · Staatsolie · De Surinaamsche Bank · Surinaamse Brouwerij · Torarica Group · Varossieau · Verenigde Surinaamse Holdingmij · VSH Foods